# Meximalus heratyi
Meximalus heratyi är en stekelart som beskrevs av Boucek 1993. Meximalus heratyi ingår i släktet Meximalus och familjen puppglanssteklar. Inga underarter finns listade i Catalogue of Life.